# Twierdzenie Linnika
Twierdzenie Linnika jest twierdzeniem z zakresu analitycznej teorii liczb odpowiadającym na pytanie dotyczące wielkości najmniejszej liczby pierwszej w danym ciągu arytmetycznym. Jest ono wnioskiem z rozważań skupionych wokół twierdzenia Dirichleta. Twierdzenie po raz pierwszy zostało udowodnione przez Jurija Linnika.

## Treść twierdzenia
Jeśli {\displaystyle p(a,q)} oznacza najmniejszą liczbę pierwszą w ciągu arytmetycznym {\displaystyle a+nq} ({\displaystyle n=0,1,2,\ldots }), to
{\displaystyle p(a,q)=O(q^{L}).}
Liczba {\displaystyle L} jest nazywana stałą Linnika.

## Stała Linnika
Obecnie najlepszym znanym wynikiem jest {\displaystyle L=5}. Prawdziwość twierdzenia przy {\displaystyle L=2} pozostaje problemem otwartym.